# Refugiados chechenos
Durante el conflicto interétnico de Chechenia y las separatistas primera guerra chechena y segunda guerra chechena, cientos de miles de refugiados chechenos han abandonado la República en busca de otros lugares para vivir, en Rusia y fuera de Rusia.

## En Rusia
El Observatorio de Desplazamiento Interno (en inglés abreviado como IDMC) informa de que cientos de miles de personas han huido de sus hogares en Chechenia desde 1990. La mayoría eran población no chechena, (unos 300 000), en su mayoría rusos, pero también armenios, ingusetios, georgianos, ucranianos, entre otros, que abandonaron la República a principios de los 90 y que, a fecha de 2008, no habían regresado. Según el estudio de 2008 del Consejo Noruego para los Refugiados, muchos ciudadanos chechena (uno 139 000) también se han trasladaron a Moscú y otras ciudades de la Federación de Rusia.

### Ingusetia
En el momento más álgido de la crisis de refugiados provocada por la segunda guerra chechena de 2000, la vecina República de Ingushetia vio casi duplicada su población de 300 000 habitantes (350 000 con los refugiados del conflicto entre Ingusetia y Osetia) con la entrada de 240 000 personas y se propagó una epidemia de tuberculosis. Se estima que un total de 325 000 refugiados entraron en Ingusetia durante el primer año de dicha guerra. Unos 185 000 ya se encontraban allí desde noviembre de 1994 y 215 000 se habían establecido en dicha República definitivamente para junio de 2000. En octubre de 1999, el Ejército ruso cerró la frontera entre Chechenia e Ingusetia y bombardeó a un grupo de refugiados a los que se había devuelto a su lugar de origen. 
En diciembre de 1999 los militares rusos presionaron a miles de refugiados chechenos para que volvieran a su República y a partir de 2001 Akhmad Kadyrov, el presidente del nuevo Gobierno checheno, y Murat Zyazikov, su homólogo de Ingushetia, cerraron los campos de refugiados a la fuerza.  Alrededor de 180 000 chechenos permanecieron en Ingusetia hasta febrero de 2002 y 150 000 hasta junio del mismo año; la mayoría se alojaron en un campo con tiendas de campaña, en granjas, en fábricas abandonadas y trenes en desuso, o se trasladaron con familias de acogida. A principios de 2007, en Ingusetia quedaban menos de 20 000 chechenos de los que se esperaba la plena integración en lugar de su retorno a Chechenia.

### Chechenia
Desde 2006, más de 100 000 habitantes han permanecido como desplazados internos dentro de Chechenia, la mayoría de los cuales viven en situación de pobreza y en alojamientos precarios. El Gobierno checheno cerró todos los centros oficiales de desplazados internos de la República y limitó de forma drástica la ayuda ofrecida por las ONG extranjeras, vetándose, entre otros, al Consejo Danés para Refugiados.

## En el extranjero
Desde el año 2003 se ha disparado el número de solicitantes de asilo chechenos que se marchan al extranjero cuando, paradójicamente, han cesado, en su mayoría, las grandes operaciones de combate. Una explicación al aumento de solicitudes de asilo se encuentra en el proceso de "chechenización", que puso en el poder a los antiguos separatistas Ajmad Kadirov y su hijo Ramzán Kadirov (de hecho, los refugiados chechenos manifestaron que temían más a las fuerzas de seguridad chechenas que a las tropas rusas). Otra explicación plausible es que, tras una década de guerra y rebeldía, muchos chechenos han renunciado a la esperanza de recuperar, alguna día, una vida normal en su tierra y tratan de comenzar de nuevo en el exilio.

### Unión Europea
En 2003, de acuerdo con el Alto Comisionado de las Naciones Unidas para los Refugiados, alrededor de 33 000 ciudadanos rusos (de los que se sospecha que más del 90% eran chechenos) solicitaron asilo en la Unión Europea (UE). De esta manera, se convirtieron en el mayor grupo de nuevos refugiados en países desarrollados. Según informes no oficiales de enero de 2008, el número de chechenos en Europa podía alcanzar entonces la cifra de 70 000. Según otra estimación de marzo de 2009, por aquellas fechas había en Europa unos 130 000 refugiados chechenos, combatientes incluidos. En septiembre de 2009, Razman Kadirov, por entonces presidente de Chechenia, anunció que se abrirían oficinas de representación en Europa con el fin de convencer a sus compatriotas para que regresasen a su República natal.
 Austria concedió derecho de asilo a más de 2000 refugiados chechenos en 2007, lo que hizo que la cifra total ascendiese a 17 000 en enero de 2008, la mayor presencia de chechenos en Europa. Ese mismo día, Jörg Haider, el gobernador de extrema derecha del estado austriaco de Carintia, reclamó una suspensión de los derechos de asilo, ya que culpaba de delitos sexuales y violación a algunos que ya residían allí. En 2012, alrededor de 42 000 chechenos residían en Austria.
 A comienzos de 2008, entre 7000 y 10 000 chechenos vivían en Bélgica, la mayoría en la ciudad de Aarschot. A partir 2003, se ha concedido asilo político  al menos a 2000 de ellos.
 En 2003, se afirmaba que los campos de refugiados de la República Checa estaban "abarrotados" debido a un desbordante número de refugiados chechenos.
 A partir de 2009, Dinamarca se ha convertido en uno de los seis países de Europa con uno de los éxodos chechenos más importantes.
 A principios de 2008, alrededor de 10 000 chechenos vivían en Francia. La mayor comunidad de chechenos en Francia estaba en Niza (donde se denunciaron incidentes con inmigrantes del norte de África), Estrasburgo y París (la casa del centro checheno-francés). Los chechenos también vivían en Orléans, Le Mans, Besançon, Montpellier, Toulouse y Tours. En 2008, cientos de ellos intentaron llegar a Francia desde Polonia.
 A principios de 2008, aproximadamente 10 000 chechenos vivían en Alemania.
 En Polonia, casi 3600 chechenos recibieron la condición de refugiados durante los primeros 8 meses de 2007, y más de 6000 durante los siguientes 4 meses. En 2008, el mayor grupo de refugiados que llega a Polonia es de chechenos (90% en 2007), a través de la frontera más oriental de la UE.
 España ha garantizado asilo a cientos de familias chechenas desde 1999.
 En el Reino Unido hay un gran número de refugiados chechenos. Rusia está buscando a muchos de ellos, pero el Gobierno del Reino Unido se niega a extraditarlos porque está preocupado por los derechos humanos. Algunas de las figuras originales del Gobierno separatista checheno, como Akhmed Zakayev se trasladaron al Reino Unido.
Miles de estos chechenos se establecieron en otros países de la UE, como Suecia o Finlandia.

### Otros países
De los 12 000 refugiados chechenos que llegaron a Azerbaiyán, la mayoría se trasladó a Europa más tarde (en 2003 solo quedaban 5000)  y 2000 en 2007.
 A principios de 2008, varios cientos de personas vivían en la comunidad de Canadá.
 De unos 4000 chechenos que han buscado seguridad en la vecina Georgia, la mayoría se han asentado en la Garganta de Pankisi, y más de 11 000 refugiados registrados permanecen allí desde 2008.
 A Turquía llegaron entre 3000 y 4000 chechenos, de entre los cuales la mayoría se trasladó más lejos. No obstante, a partir de 2005 se quedaron unos 1500. Muchos de los refugiados chechenos en Turquía todavía deben recibir el estatuto oficial de refugiado por el gobierno turco, sin esta condición no podrán asistir legalmente a la escuela o tener trabajo.
 Ucrania es el principal país de tránsito para los refugiados chechenos que viajan a Europa (otros llegan a través de Bielorrusia). También hay un pequeño número de chechenos asentados en Crimea. Desde la elección de Yakunovich, se ha comenzado a acosar a los asentamientos de refugiados chechenos a través de redadas policiales y deportaciones repentinas, a veces incluso llegando a separar a las familias.
 A comienzos de 2008, entre 2000 y 3000 refugiados vivían en los Emiratos Árabes Unidos.
 Existe una pequeña pero creciente comunidad chechena en los Estados Unidos, en particular en California y Nueva Jersey.
Tanto Azerbaiyán como Georgia han extraditado a algunos refugiados chechenos a Rusia por la violación de sus obligaciones bajo el derecho internacional. El Tribunal Europeo de Derechos Humanos ha dictaminado que Georgia violó sus derechos.
Durante la guerra de Osetia del Sur de 2008, muchos de los más de 1000 refugiados chechenos de la Garganta de Pankisi huyeron hacia Turquía junto a sus vecinos georgianos.

## Refugiados y exiliados chechenos
- Ilyas Akhmadov
- Khassan Baiev
- Murat Gasayev
- Umar Israilov
- Mamed Khalidov
- Timur Mutsurayev
- Milana Terloeva
- Sulim Yamadayev
- Zelimkhan Yandarbiyev
- Akhmed Zakayev